# Scott County (Virginia)
Scott County ist ein County im Bundesstaat Virginia der Vereinigten Staaten. Im Jahr 2020 hatte das County 21.576 Einwohner und eine Bevölkerungsdichte von 15,5 Einwohnern pro Quadratkilometer. Der Verwaltungssitz (County Seat) ist Gate City. Das County gehört zu den Dry Countys, was bedeutet, dass der Verkauf von Alkohol eingeschränkt oder verboten ist.

## Geographie
Scott County liegt fast im äußersten Südwesten von Virginia, grenzt im Süden an Tennessee, ist im Nordwesten etwa 20 km von Kentucky entfernt und hat eine Fläche von 1395 Quadratkilometern, wovon fünf Quadratkilometer Wasserfläche sind. Es grenzt im Uhrzeigersinn an folgende Countys: Russell County, Washington County, Lee County und Wise County.

## Geschichte
Gebildet wurde es 1814 aus Teilen des Lee County, Russell County und Washington County. Benannt ist es nach General Winfield Scott.

## Demografische Daten

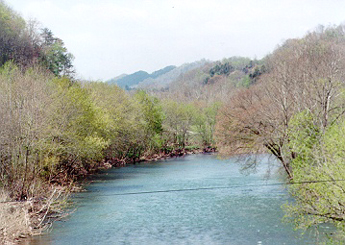
Der Clinch River

Alterspyramide des Scott County

Nach der Volkszählung im Jahr 2000 lebten im Scott County 23.403 Menschen. Davon wohnten 343 Personen in Sammelunterkünften, die anderen Einwohner lebten in 9.795 Haushalten und 7.023 Familien. Die Bevölkerungsdichte betrug 17 Einwohner pro Quadratkilometer. Ethnisch betrachtet setzte sich die Bevölkerung zusammen aus 98,51 Prozent Weißen, 0,59 Prozent Afroamerikanern, 0,14 Prozent amerikanischen Ureinwohnern, 0,07 Prozent Asiaten, 0,02 Prozent Bewohnern aus dem pazifischen Inselraum und 0,15 Prozent aus anderen ethnischen Gruppen; 0,52 Prozent stammten von zwei oder mehr ethnischen Gruppen ab. 0,42 Prozent der Bevölkerung waren spanischer oder lateinamerikanischer Abstammung.
Von den 9.795 Haushalten hatten 27,6 Prozent Kinder und Jugendliche unter 18 Jahre, die bei ihnen lebten. 59,4 Prozent waren verheiratete, zusammenlebende Paare, 9,0 Prozent waren allein erziehende Mütter, 28,3 Prozent waren keine Familien, 26,1 Prozent waren Singlehaushalte und in 13,1 Prozent lebten Menschen im Alter von 65 Jahren oder darüber. Die Durchschnittshaushaltsgröße betrug 2,35 und die durchschnittliche Familiengröße lag bei 2,82 Personen.
Auf das gesamte County bezogen setzte sich die Bevölkerung zusammen aus 20,6 Prozent Einwohnern unter 18 Jahren, 7,5 Prozent zwischen 18 und 24 Jahren, 27,3 Prozent zwischen 25 und 44 Jahren, 26,8 Prozent zwischen 45 und 64 Jahren und 17,8 Prozent waren 65 Jahre alt oder darüber. Das Durchschnittsalter betrug 41 Jahre. Auf 100 weibliche Personen kamen 93,3 männliche Personen. Auf 100 Frauen im Alter von 18 Jahren oder darüber kamen statistisch 90,7 Männer.

Das jährliche Durchschnittseinkommen eines Haushalts betrug 27.339 USD, das Durchschnittseinkommen der Familien betrug 33.163 USD. Männer hatten ein Durchschnittseinkommen von 28.328 USD, Frauen 20.553 USD. Das Prokopfeinkommen betrug 15.073 USD. 13,0 Prozent der Familien und 16,8 Prozent der Bevölkerung lebten unterhalb der Armutsgrenze. Darunter waren 20,1 Prozent der Kinder und Jugendlichen unter 18 Jahren und 20,5 Prozent der Einwohner im Alter von 65 Jahren oder darüber.